# Then som under hans beskärm boor
Then som under hans beskärm boor är en psalm som utgår från Psaltaren 91. Den tyska förebilden, "Wer sich des Höchsten Schirm vertraut", av Cornelius Becker. Den har 8 verser. Även den senare publicerade psalmen Säll du som dig åt Gud betror utgår från samma psaltarpsalm, men är till sitt innehåll och formuleringar helt annorlunda. Dock är melodin densamma till de båda psalmerna. Den är skriven av Burkhard Waldis, troligen i hans psaltare från 1533 till texten Merk auf, mein Volk, zu dieser Stund.
Psalmen inleds 1695 med orden:
Then som under hans beskärm boor
Som högst är öfwer alla

## Publicerad i
- 1572 års psalmbok med titeln THen som under hans beskerm boor under rubriken "Någhra Davidz Psalmer".[1]

- Göteborgspsalmboken under rubriken "Om Tröst i Bedröfwelse".[2]
- 1695 års psalmbok, som nr 80 under rubriken "Konung Davids Psalmer".